# Список заслуженных тренеров СССР (авиационный спорт)
В данный список включены персоналии, получившие звание «заслуженный тренер СССР» за достижения в области таких видов спорта как: самолетный спорт, вертолётный спорт, ракетомодельный спорт, авиамодельный спорт и парашютный спорт.
| 1960 год |                                |            |                         |                                      |        |                 |  |
| 1        | Лушников К.В.                  | ??.12.1960 |                         | Парашютный спорт                     | Москва | ДОСААФ          |  |
| 1961 год |                                |            |                         |                                      |        |                 |  |
| 1        | Мартыненко Г.К.                | ??.05.1961 |                         | Парашютный спорт                     | Киев   | ДОСААФ          |  |
| 1962 год |                                |            |                         |                                      |        |                 |  |
| 1        | Никитин Николай Константинович | ??.09.1962 | 29.05.1918 — 28.05.1963 | Парашютный спорт                     |        | Советская Армия |  |
| 2        | Форостенко Яков Данилович      | ??.09.1962 | ??.??.1911 — ??.??.???? | Самолетный спорт                     | Москва | ДОСААФ          |  |
| 1963 год |                                |            |                         |                                      |        |                 |  |
| 1        | Васильченко Михаил Евсеевич    | ??.03.1963 |                         | Авиамодельный спорт                  | Москва | ДОСААФ          |  |
| 2        | Легоньков Борис Владимирович   | ??.07.1963 |                         | Тренер центра подготовки космонавтов | Москва | ЦСКА            |  |

## 1968
- Матвеев, Владимир Н. (авиамодельный спорт)

## 1970
- Нажмудинов, Касум Гусейнович (самолетный спорт)

## 1976
- Жариков, Вячеслав Филиппович (парашютный спорт)
- Тырсин, Александр Федорович (самолетный спорт)
- Федотов, Александр Васильевич (самолетный спорт)

## 1977
- Гуськов, Аркадий Сергеевич (парашютный спорт)

## 1979
- Гурный, Владимир Борисович 11.11.1941 (парашютный спорт)

## 1980
- Липинский, Леонид Елисеевич 9.5.1923 — 6.4.1985 (авиамодельный спорт)[9]

## 1981
- Еськов, Виктор Федорович (авиамодельный спорт)

## 1987
- Лапицкий, Виктор (парашютный спорт)

## 1989
- Сковородников, В. (самолетный спорт)

## неизв
- Жидков, Станислав Николаевич (авиамодельный спорт)
- Порфиров, Борис Петрович (самолетный спорт)
- Рагулин, Анатолий Павлович (самолетный спорт)
- Сироткин, Юрий Александрович (авиамодельный спорт)
- Сторчиенко, Павел Андреевич (парашютный спорт)
- Шумилов, Владимир Евгеньевич 17.03.1919 — ??.04.1968 (самолетный спорт)